# Boletus speciosus
Boletus speciosus (William Gilson Farlowe, 1874) din încrengătura Basidiomycota în familia Boletaceae și de genul Boletus este o specie de ciuperci comestibile rară. Acest burete coabitează, fiind un simbiont micoriza (formând micorize pe rădăcinile de arbori). Un nume popular nu este cunoscut. În România, Basarabia și Bucovina de Nord trăiește în zone mai calde pe sol calcaros, solitar sau împrăștiat, în păduri de foioase cu predilecție sub fagi și stejari, dar, de asemenea, pe lângă alți arbori cu lemn de esență tare. Apare de la câmpie la deal, doar sporadic în regiuni montane, din iunie până octombrie, în caz de temperatură moderată chiar și în noiembrie.

## Taxonomie

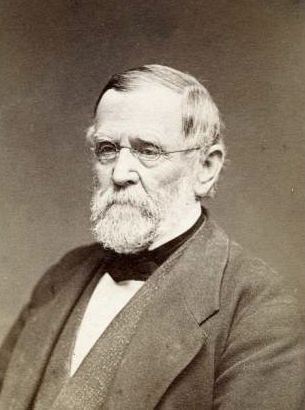
Charles Chr. Frost

Numele binomial a fost determinat drept Boletus speciosus de micologul american William Gilson Farlowe (1805-1880) în volumul 2 al jurnalului micologic Catalogue of boleti of New England, with descriptions of new species din 1874, fiind și numele curent valabil (2023).
Sinonime obligatorii sunt Suillus speciosus al micologului german Otto Kuntze în 1898 precum Ceriomyces speciosus al micologului american William Alphonso Murrill din 1909, ambele bazând pe descrierea lui Frost.
În 1890, compatriotul lui Frost, anume Charles Horton Peck, a descris o ciupercă drept Boletus speciosus var. brunneus, văzut sinonim al speciei aici descrise pe scară largă. Alți taxoni nu au fost creați.
Epitetul specific este derivat din cuvântul latin (latină speciosus=magnific, chipeș, impresionant, bine format), referindu-se la frumusețea ciupercii.

## Descriere

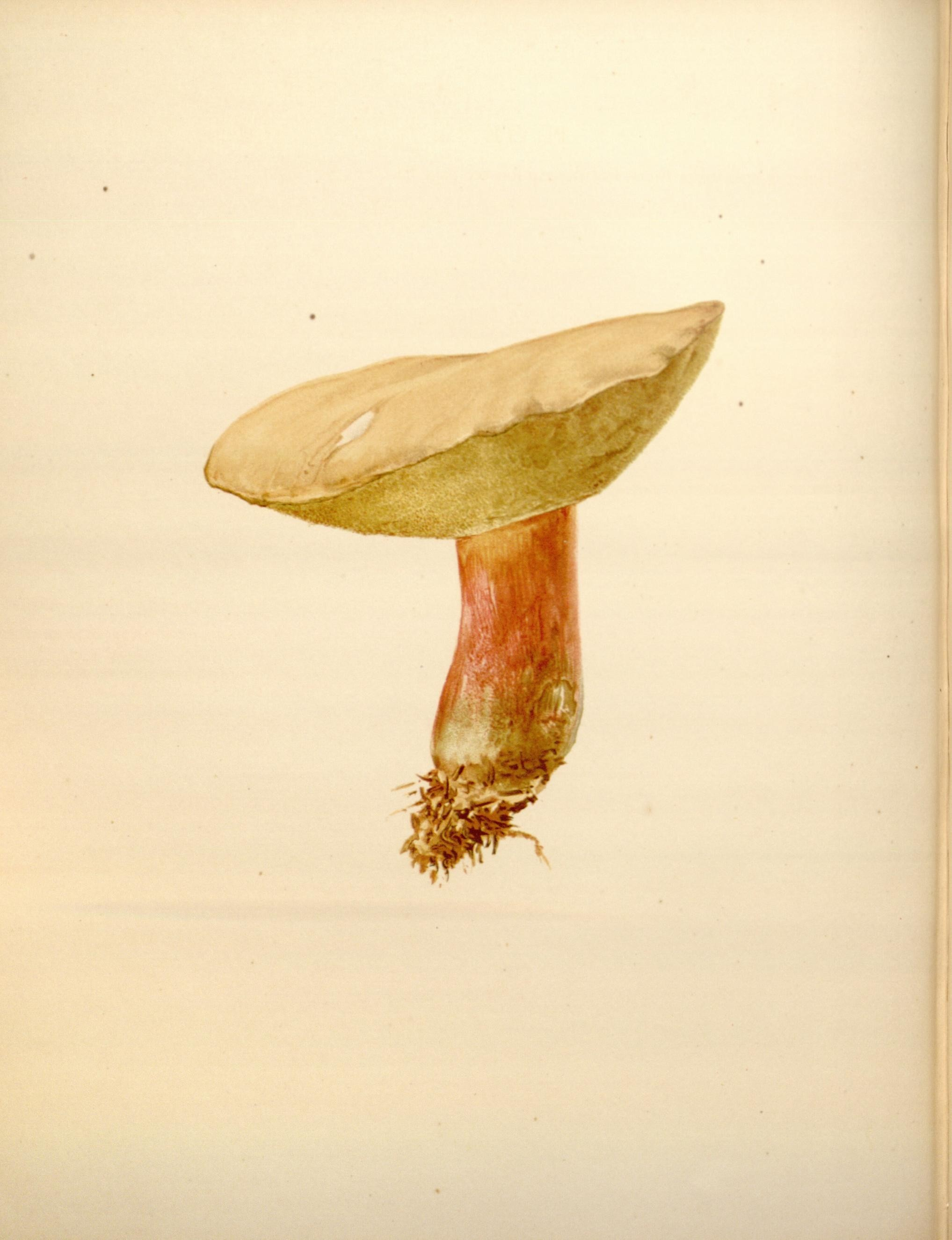
Farl.: Boletus speciosus

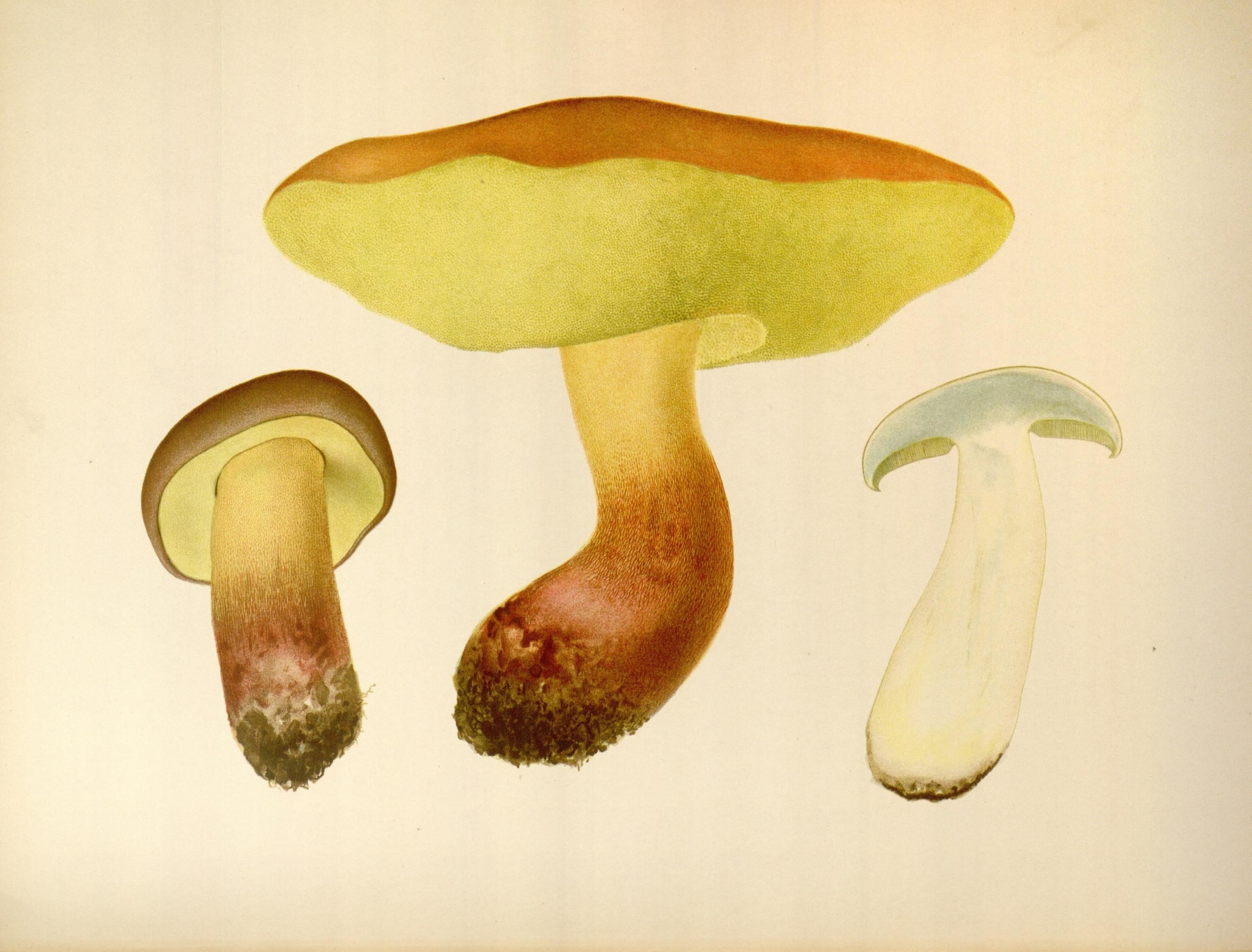
Farl.: Boletus speciosus

- Pălăria: cărnoasă, compactă, la bătrânețe mai moale, spongioasă, cu un diametru de 5-15 (18) cm, este la început sub-globuloasă, apoi convexă, în vârstă aplatizat convexă și adesea neregulată. Cuticula este glabră, mătăsoasă și catifelată, niciodată lipicioasă care se poate decoji destul de greu. Coloritul foarte variabil poate fi roz închis, roșu deschis, cărămiziu, roșu-purpuriu, roz-maroniu sau brun-vinaceu.
- Tuburile: sunt lungi de până la 1 cm adâncime, aderate, ocazional slab decurente la picior, cu avansarea în vârstă bombate, fiind colorate galben, la bătrânețe galben-măsliniu.
- Porii: sunt mici (2 pori pe mm la maturitate) și rotunjori, inițial de un galben strălucitor, devenind în sfârșit și ei galben-măslinii. La atingere sau leziune se decolorează albastru.
- Piciorul: cu o lungime de 6-15 (18) cm  și o grosime de 2-4 (5) cm, este uscat, compact, robust, clavat sau bulbos, reticulat pe suprafață și plin pe dinăuntru. Coloritul este galben de ceară uneori pe toată lungimea, dar în mod general mai mult sau mai puțin roșu carmin de la bază în sus, miceliul bazal fiind roșu închis. Marginile orificiilor pricinuite de animale sau melci se decolorează roșiatic.
- Carnea: de un colorit albicios până gălbui este groasă, compactă și tare, la bătrânețe spongioasă. Se decolorează după tăiere în special în pălărie și tuburi albastru, iar spre bază roz-roșatic. Mirosul este în tinerețe imperceptibil, apoi slab de ciuperci, gustul fiind savuros, ceva de nuci.[3][4]
- Caracteristici microscopice: are spori netezi, alungit fusiformi care devin aurii în hidroxid de potasiu cu o mărime de 13-17 x 3,5-5 microni. Pulberea lor este brun-măslinie. Basidiile (celulele purtătoare de spori) sunt clavate cu patru spori fiecare. Pleurocistide (elemente sterile situate în himenul de pe fețele lamelor) ocazionale sunt îngust fusiform-ventriculare. Pileipellis este un trichoderm întortocheat și turtit, maroniu până la auriu, cu elemente netede, late de 2,5-5 µ.[10]
- Reacții chimice: cuticula se decolorează cu amoniac gălbui sau rămâne fără reacție, iar albăstrimea cărnii dispare, cuticula devine cu hidroxid de potasiu cenușiu până la negricios, carnea însă portocaliu și cuticula cu sulfat de fier verzui.[10]

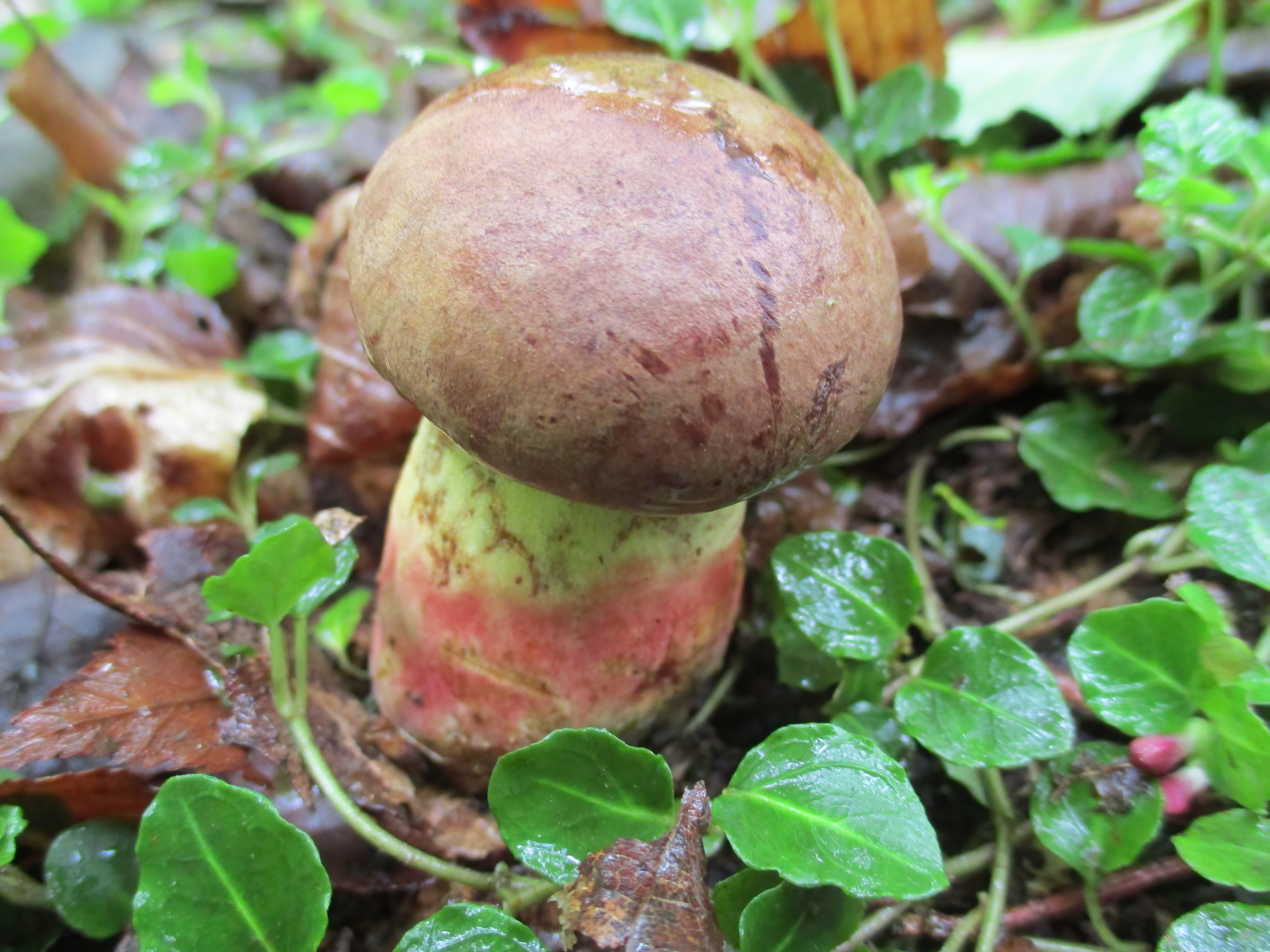
B. speciosus tânăr
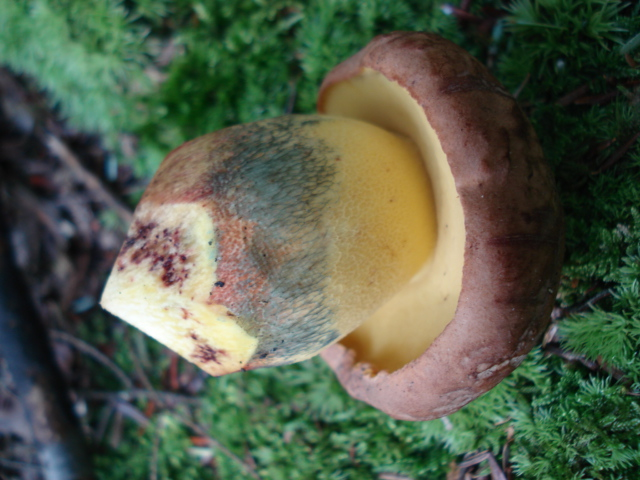
B. speciosus mai tânăr: pori și picior
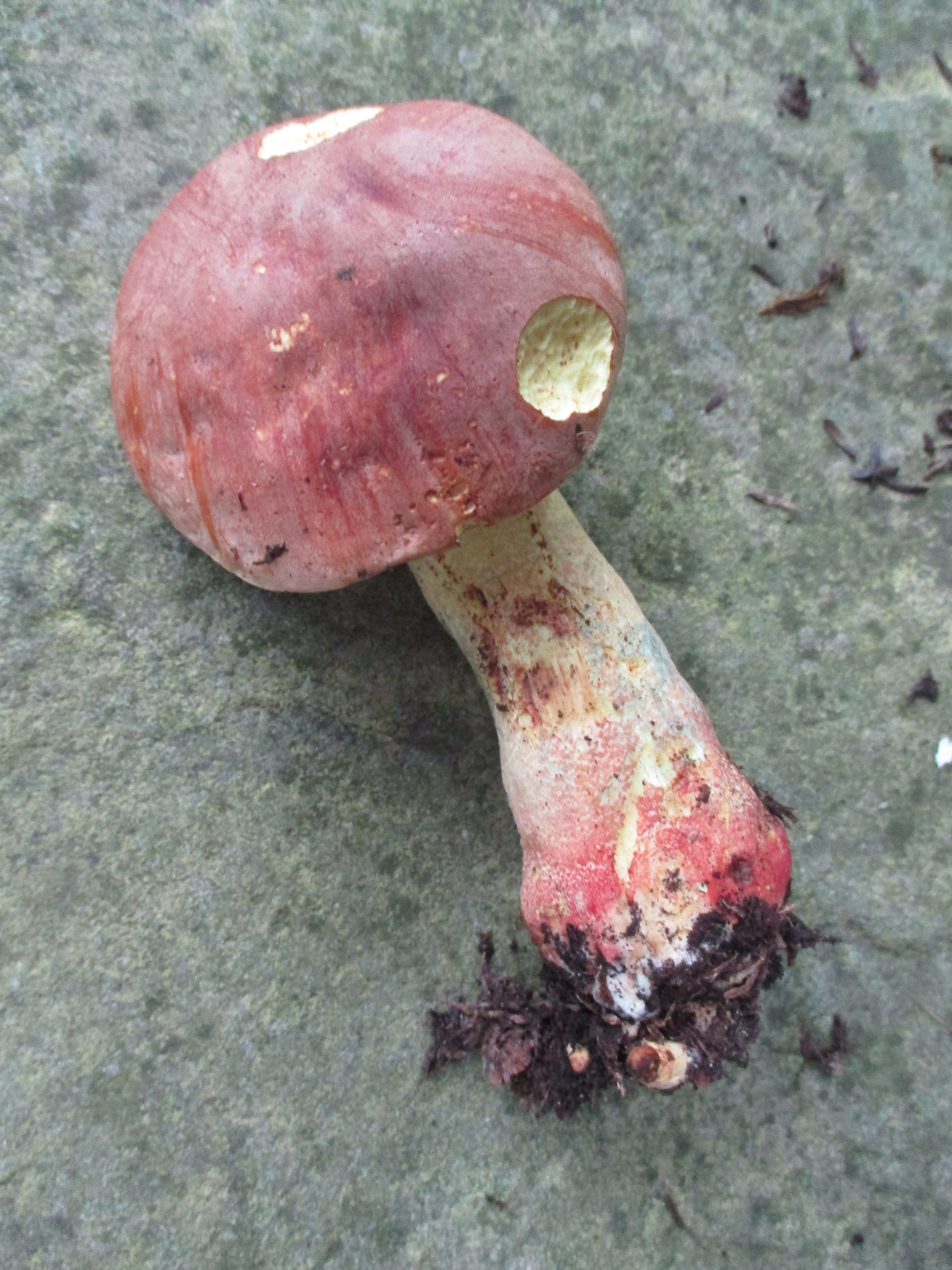
B. speciosus variația B. brunneus

## Confuzii
Specia poate poate fi confundată de exemplu cu Boletus aestivalis (comestibil), Boletus appendiculatus (comestibil), Boletus bicolor (comestibil), Boletus calopus (necomestibil), Boletus edulis (comestibil), Boletus fechtneri (comestibil), Boletus junquilleus (comestibil), Boletus impolitus sin. Hemileccinum impolitum (comestibil), Boletus luridus (crud neprielnic, preparat foarte gustos, pori roșiatici), Boletus pulverulentus (de calitate mediocră, porii tind spre roșu), Boletus radicans (necomestibil), Boletus regius (comestibil), Boletus splendidus ssp. moseri (suspectat otrăvitor, pori roșii), Boletus subappendiculatus (comestibil) sau Imperator torosus sin. Boletus torosus ( probabil otrăvitor).

## Specii asemănătoare

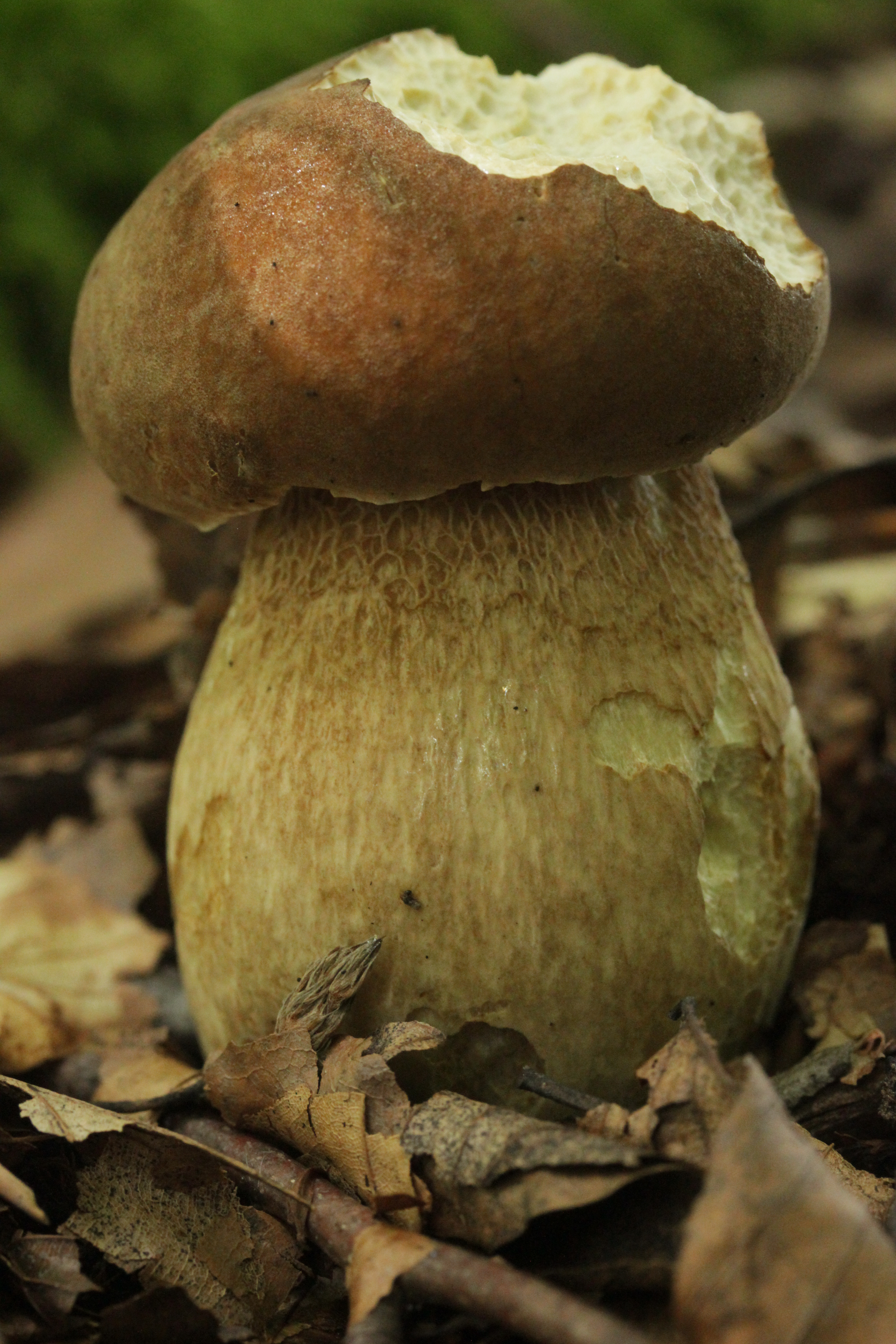
Boletus aestivalis
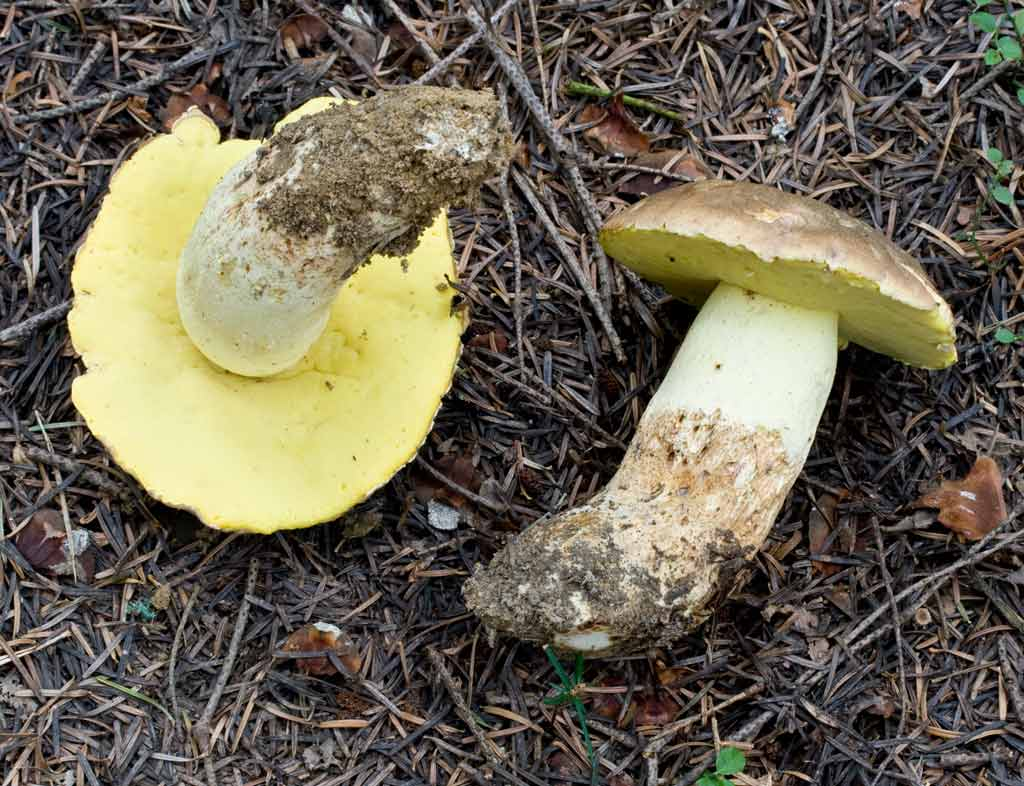
Boletus appendiculatus
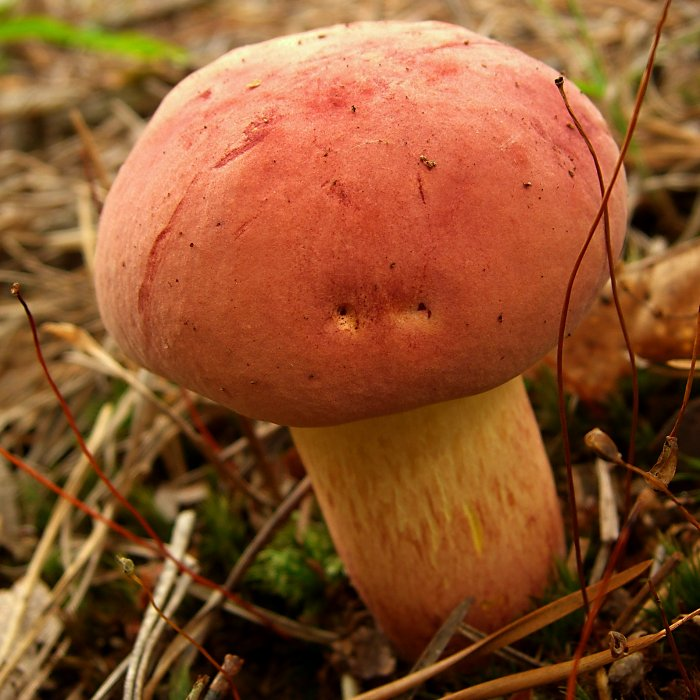
Boletus bicolor
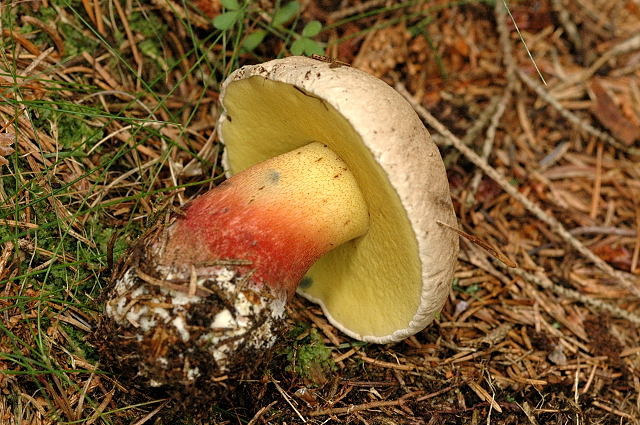
!Boletus calopus!
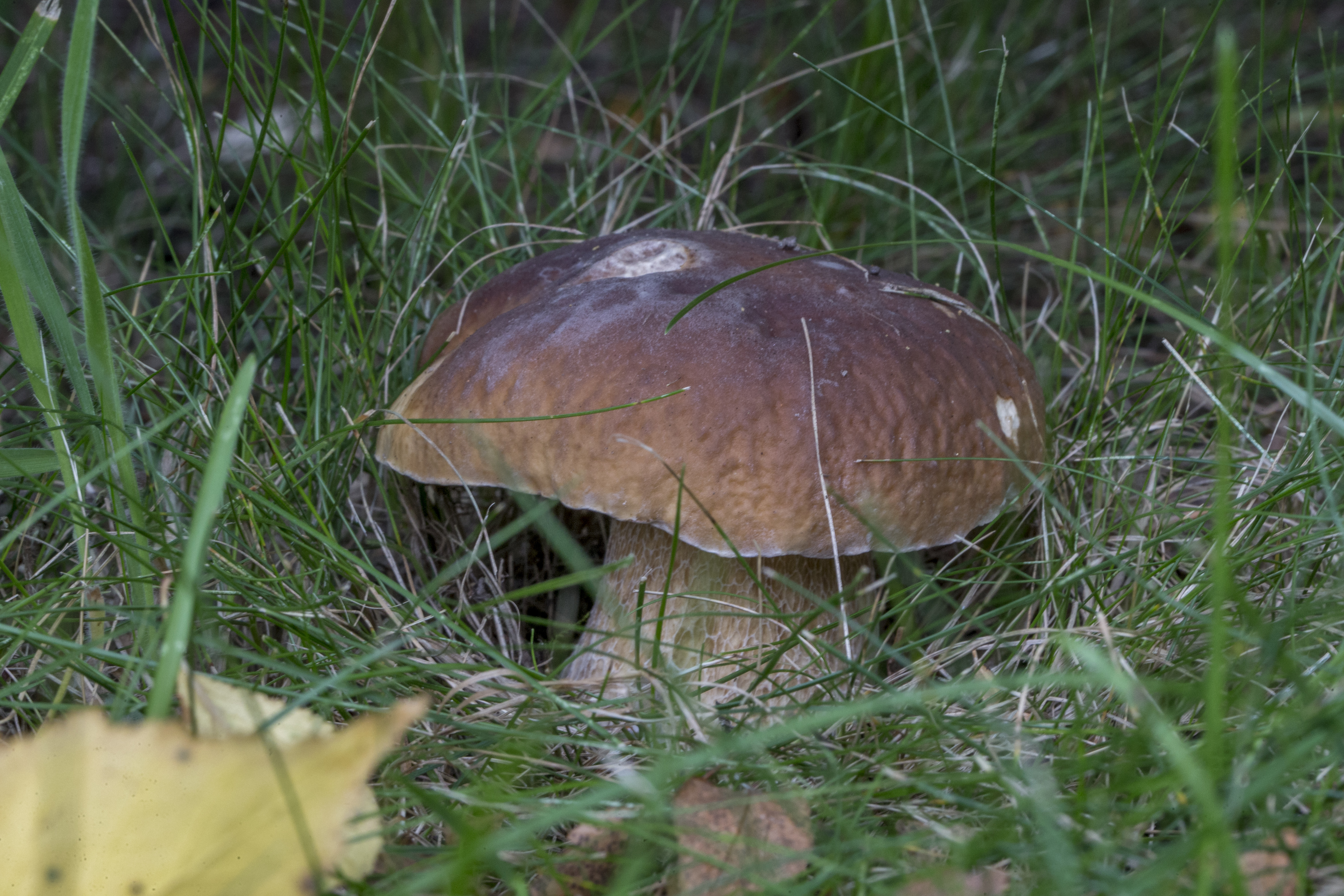
Boletus edulis

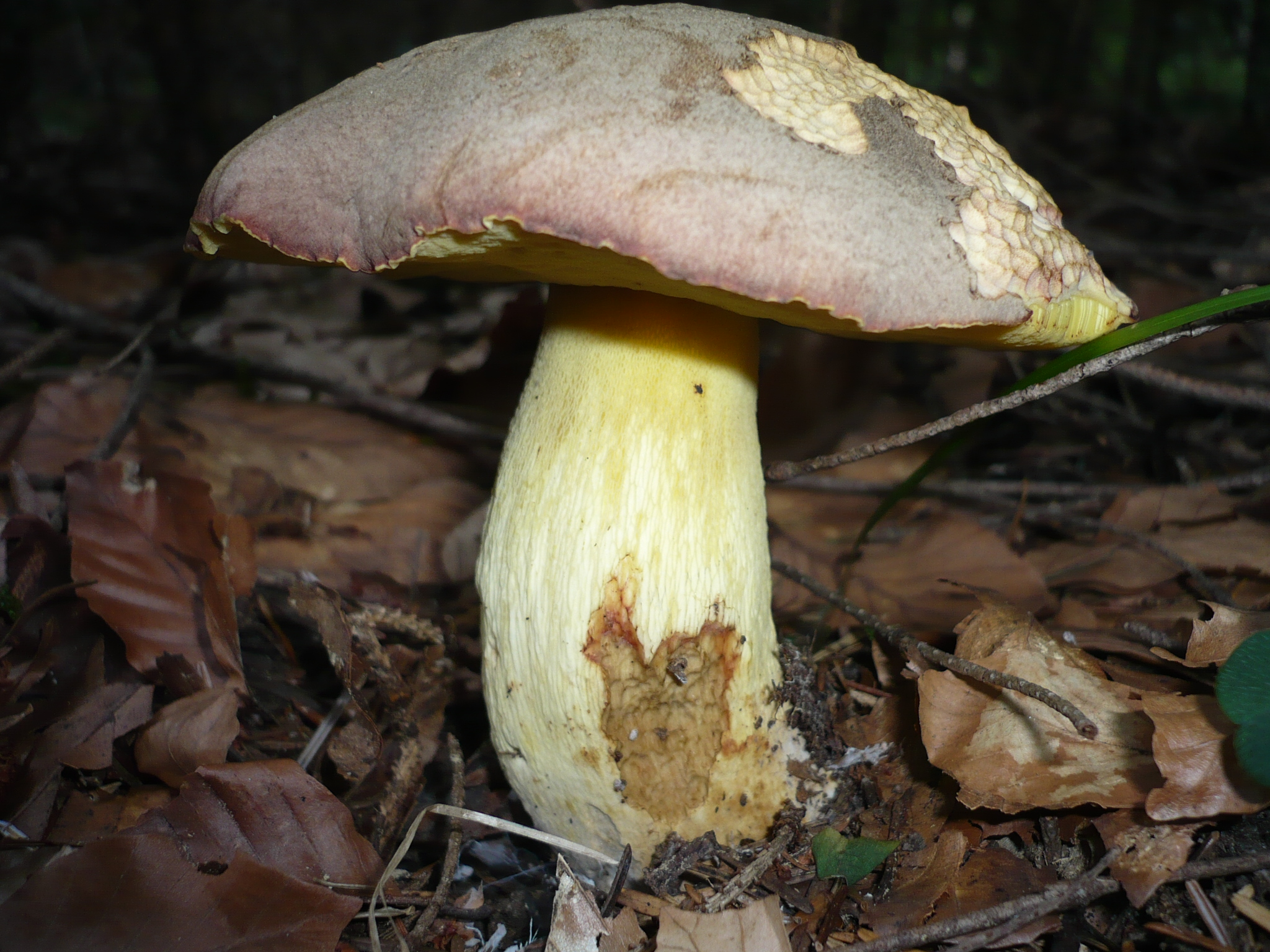
Boletus fechtneri
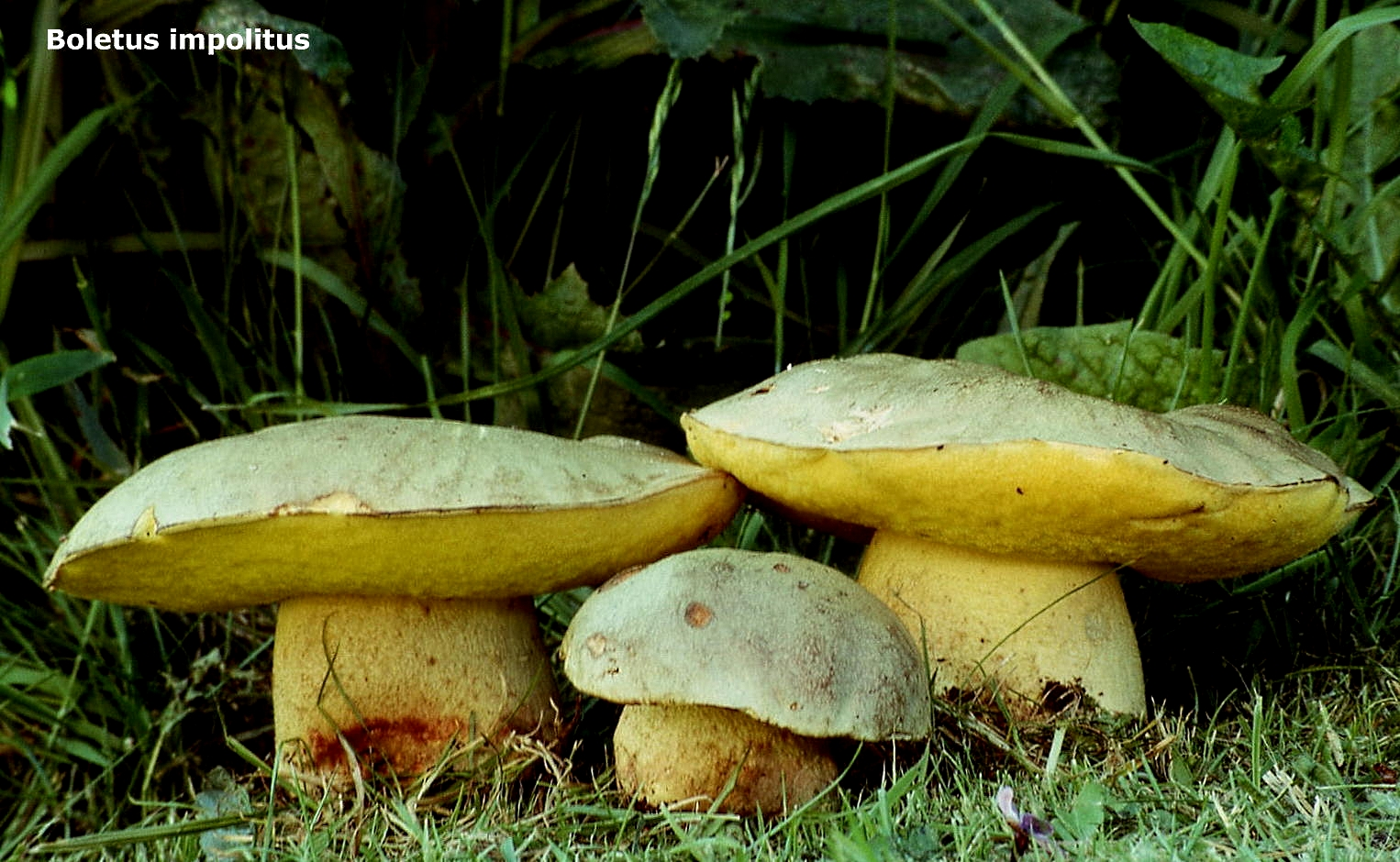
Boletus impolitus
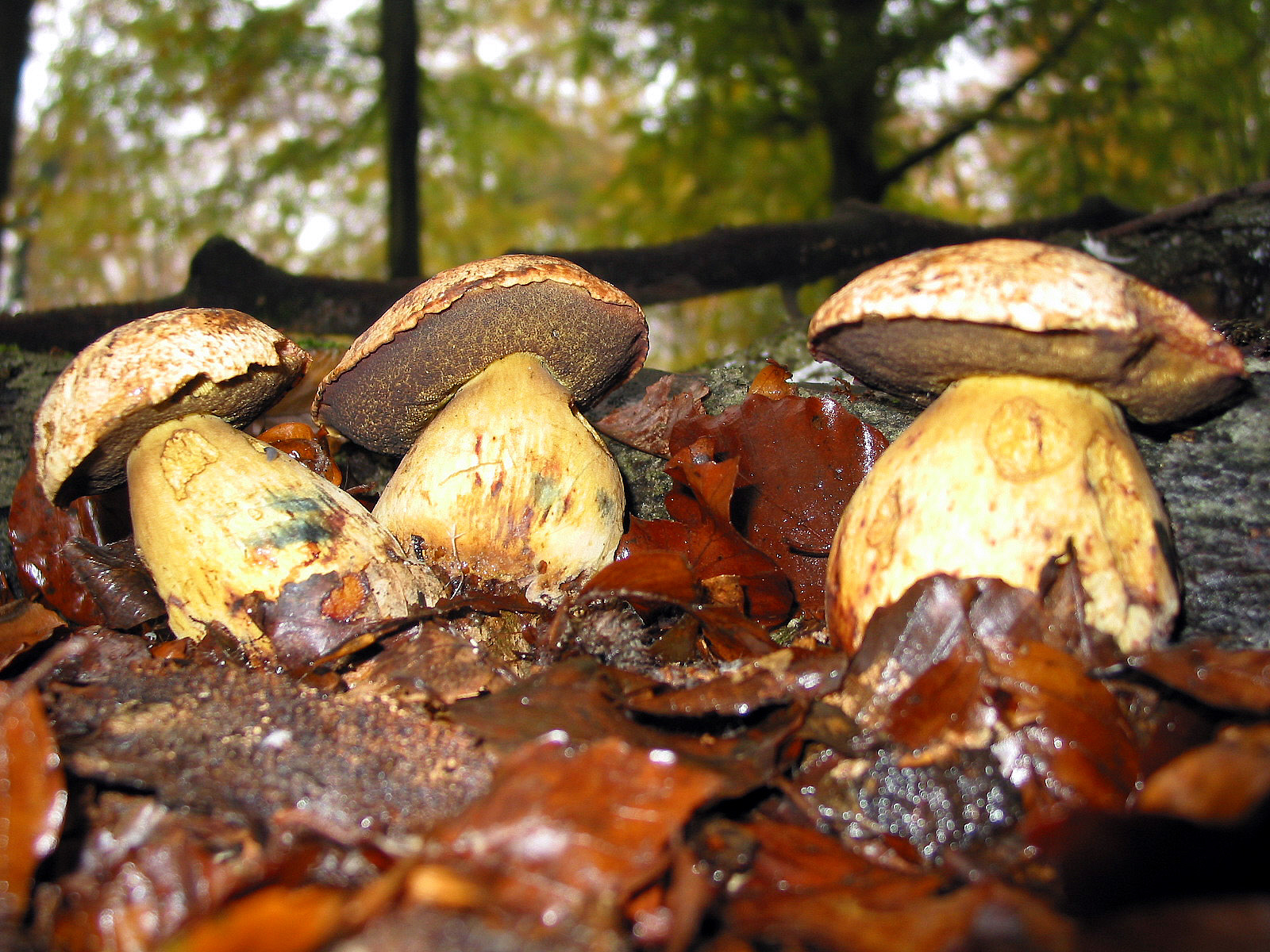
Boletus junquilleus
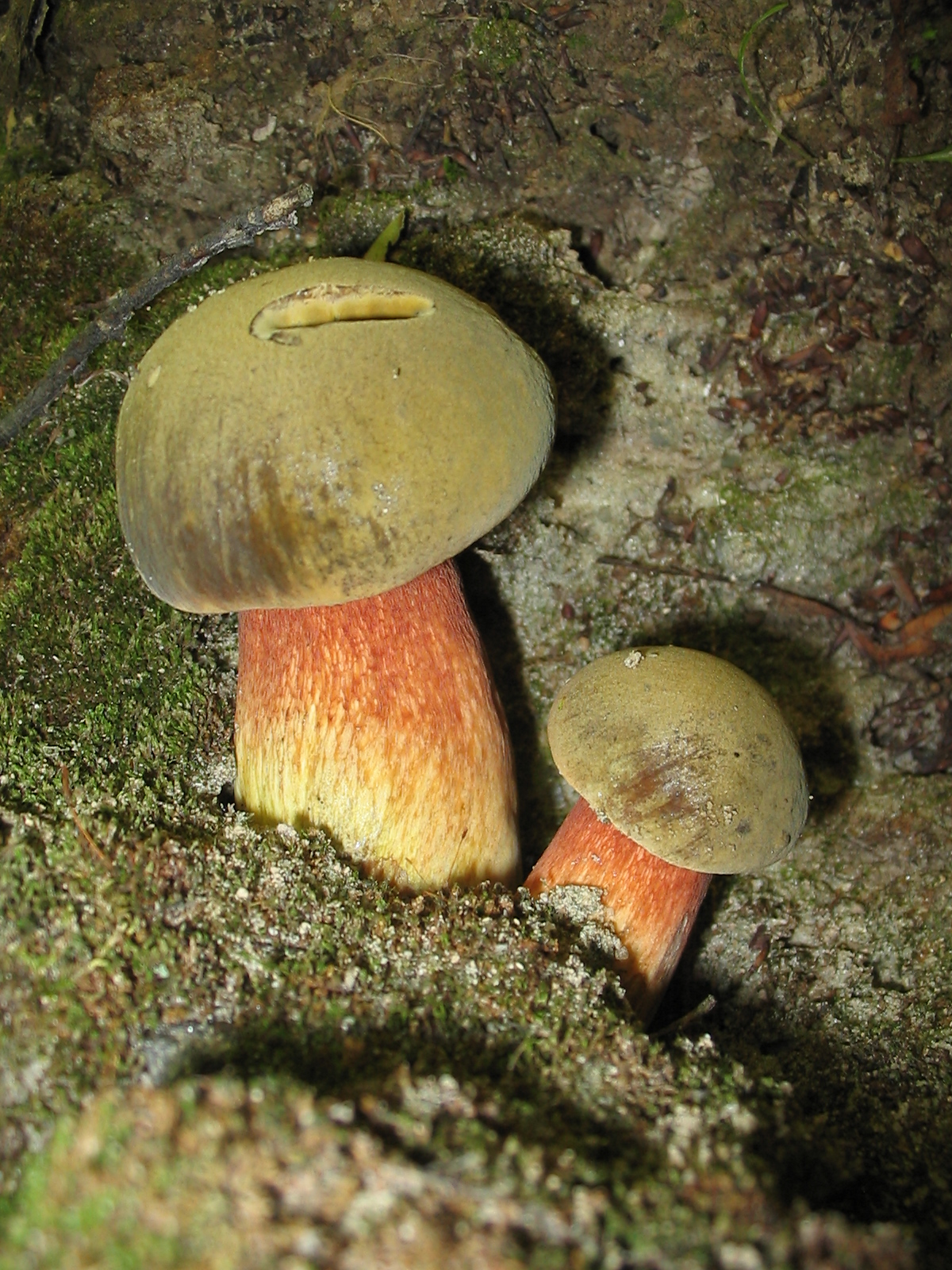
Boletus luridus
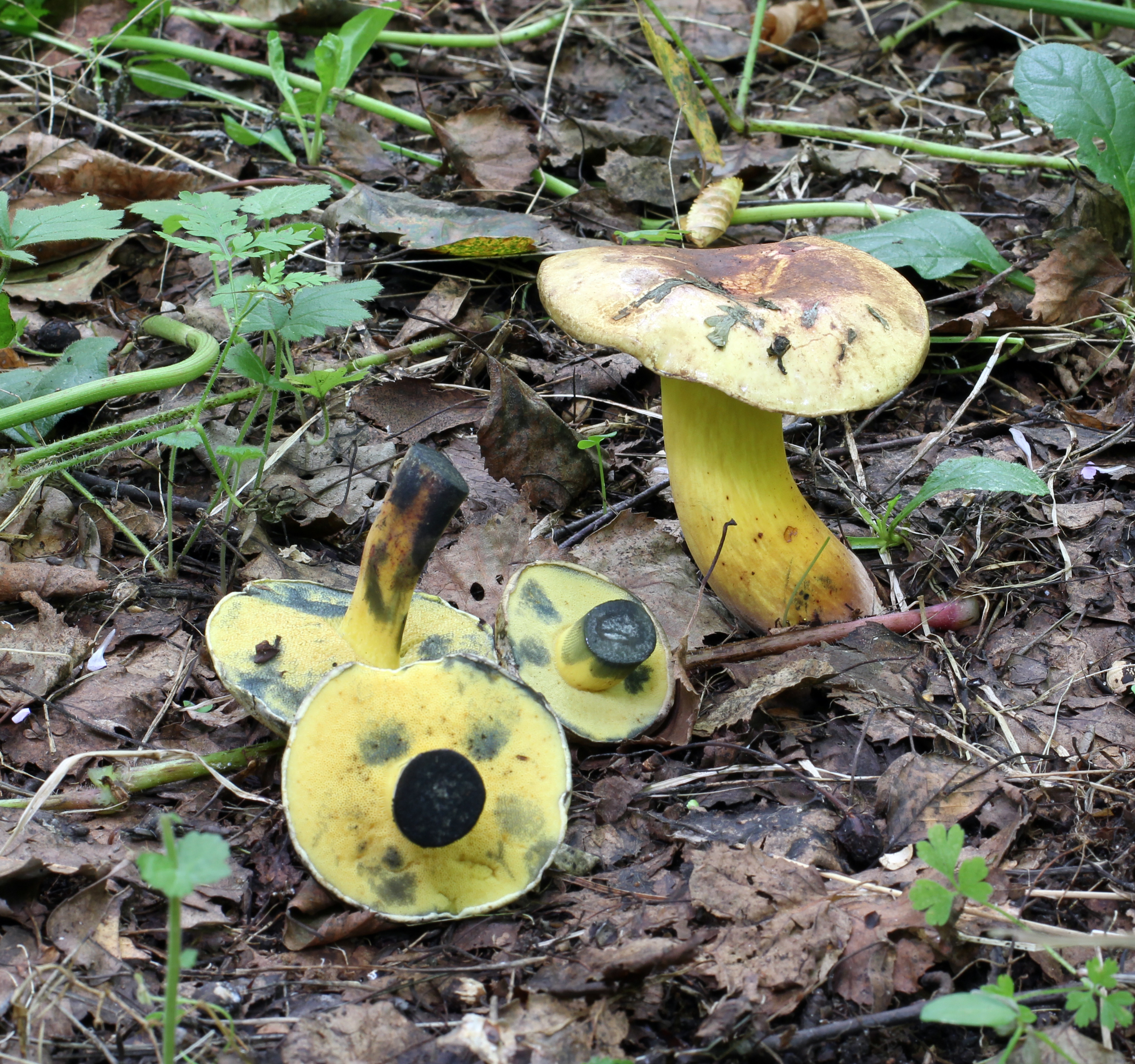
Boletus pulverulentus

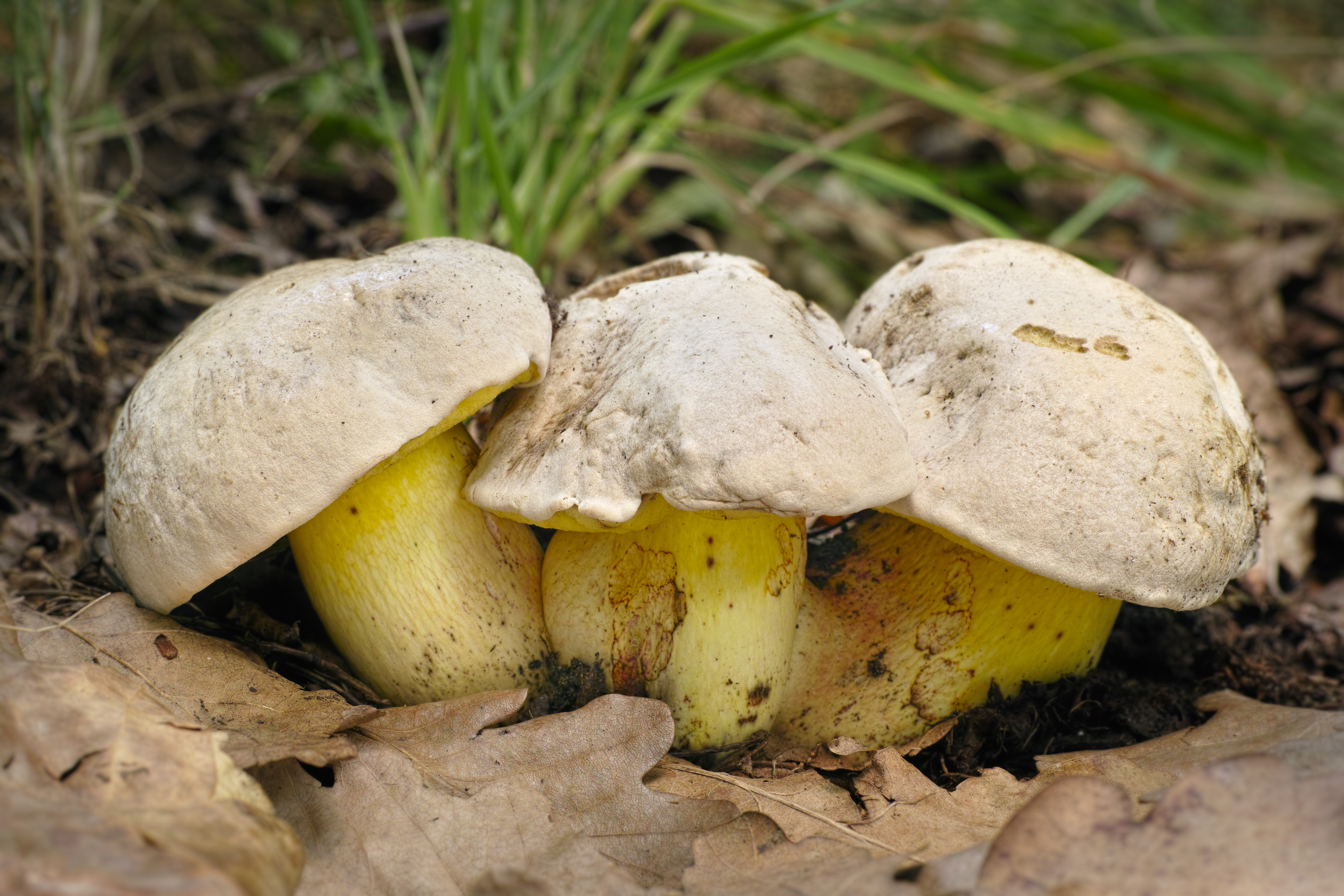
!Boletus radicans!
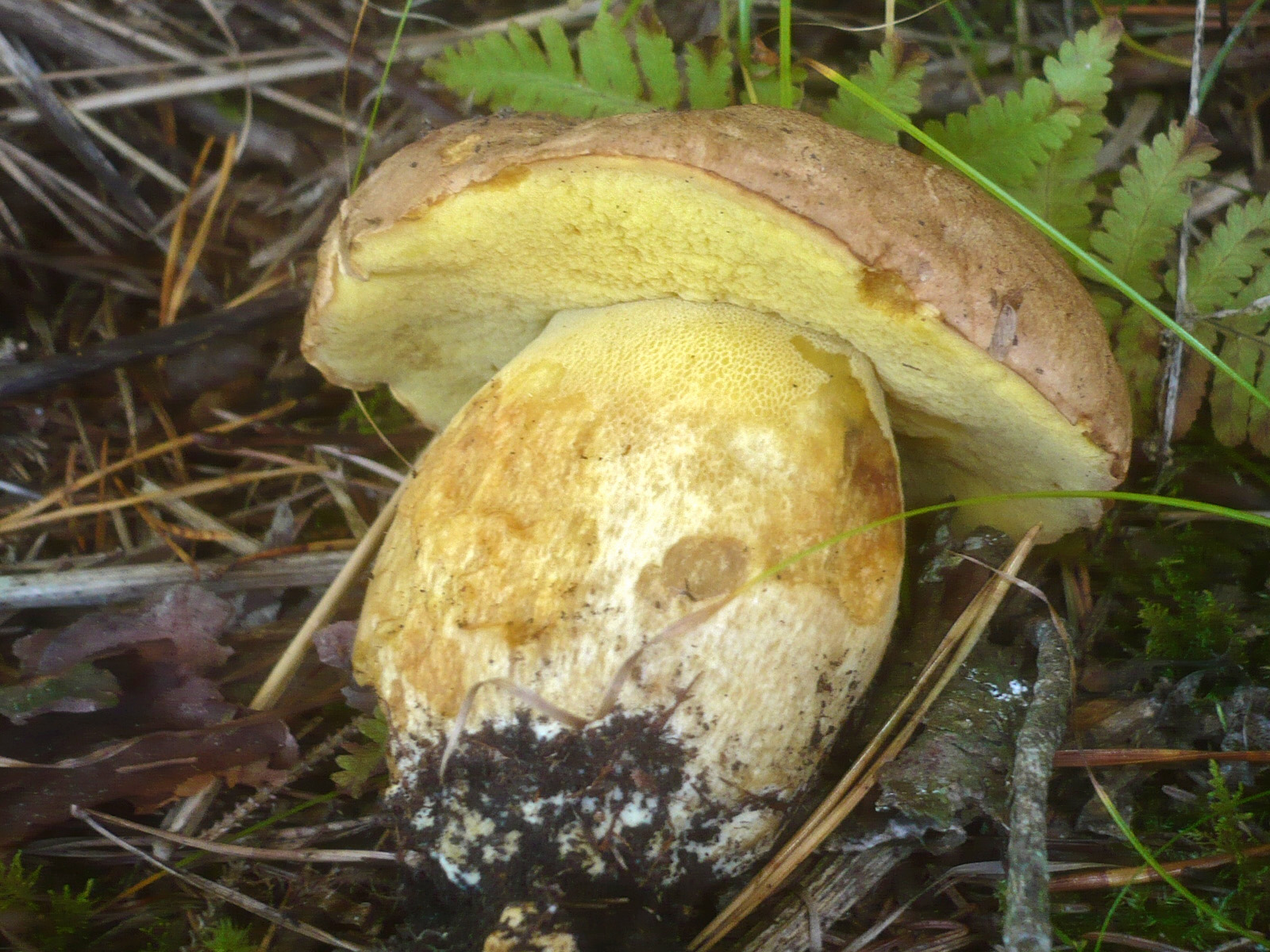
Boletus subappendiculatus
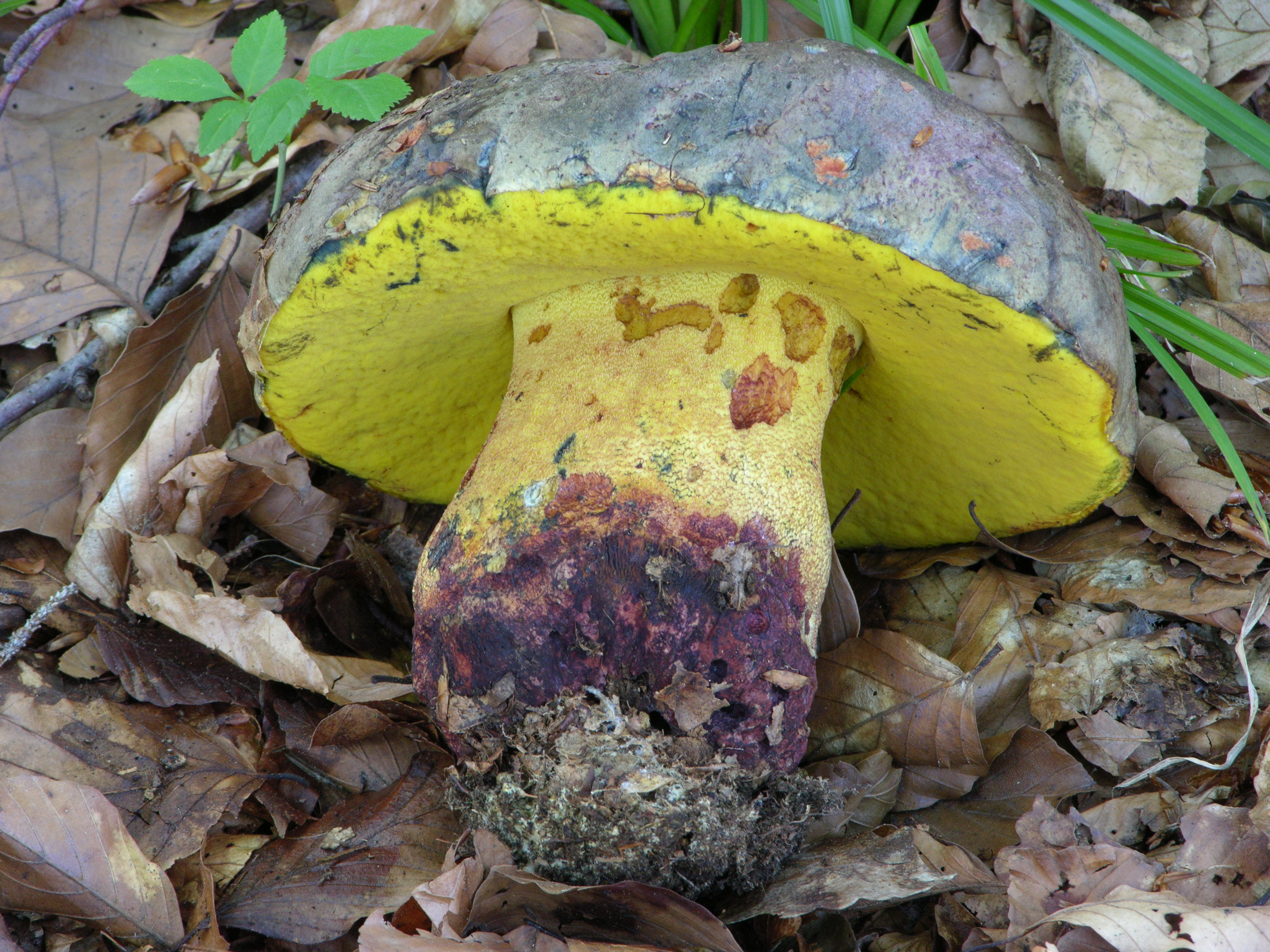
!!Imperator torosus!!

## Valorificare
Boletus speciosus este o specie de ciuperci foarte gustoasă, dar din cauza rarității, ar trebui fi cruțată și lăsată la loc.